# Gârnic
Gârnic (en hongrois : Weitzenried) est une commune du județ de Caraș-Severin en Roumanie.